# Carbapenema

Estrutura básica de carbapenema.

Carbapenema ou Carbapenem é uma classe de antibióticos beta-lactâmicos com um espectro bactericida muito amplo e uma estrutura a qual propicia uma alta resistência a beta-lactamases, enzimas produzidas por bactérias que podem inibir a ação das penicilinas.
Antibióticos de carbapenemas foram originalmente desenvolvidos da tienamicina, um produto derivado naturalmente do Streptomyces cattleya.

## Farmacocinética
Sua administração é de apenas por via intravenosa, pois a absorção oral é muito baixa. Podem ser excretados ativos tratando infecçoes urinárias. Em regra, passam a placenta e leite. Penetram pouco pela barreira hemato-encefálica.
Pode ser usado por via intramuscular, mas sua absorção é mais imprevisível e causa flebite, dor e eritema no local, portanto é melhor dar preferência à via intravenosa.

## Indicaçoes
Servem contra gram-positivos e gram-negativos, com resistências como beta-lactamase, aeróbicos ou anaeróbicos e infecçoes hospitalares ou da comunidade. Eles são geralmente utilizados em hospitais para tratar infecções severas e polimicrobianas. Não se recomenda seu uso rotineiro em bactérias sem resistências, pois essa prática estimularia o desenvolvimento de bactérias resistentes a carbapenem (por Seleção natural).

## Mecanismo de ação
Atuam contra as enzimas que sintetizam a parede bacteriana (PBP 1, 2 e 3), causando poucos efeitos colaterais.

## Fármacos desse grupo
Todos do grupo carbapenem terminam com "penem", exemplos :
- Imipenem (sempre combinado a cilastatina)
- Meropenem: Único carbapenem indicado em meningite
- Ertapenem: Nao atua contra bactérias com múltiplas resistências.
- Faropenem
- Doripenem: Indicado para bactérias com múltiplas resistências como Pseudomonas aeruginosa e Acinetobacter.
- Panipenem